# Yes, Virginia, there is a Santa Claus

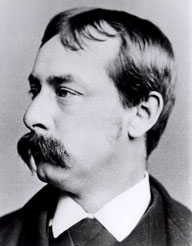
Redaktören Francis Pharcellus Church som skrev artikeln Yes, Virginia, there is a Santa Claus.

"Yes, Virginia, there is a Santa Claus" ("Ja Virginia, jultomten finns") är ett berömt svar på en läsarfråga från ett barn, som publicerades i New York-tidningen The Suns utgåva 21 september 1897. I USA och Kanada har tidningsledaren blivit en bestående del av julens traditioner.

## Bakgrund

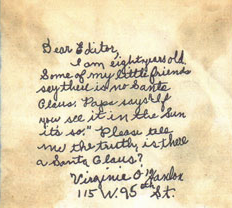
Originalbrevet: Kära Redaktör, Jag är åtta år. Några av mina små vänner säger att det inte finns någon tomte. Pappa säger, "Om du ser det i The Sun, då är det så." Snälla, berätta sanningen för mig. Finns tomten?

Hos familjen O'Hanlon i New York på slutet av 1800-talet var det tradition att skriva till tidningens frågespalt när man ville ha ett avgörande svar på en fråga. Virginia O'Hanlon (1889-1971) som då var åtta år frågade sin far, läkaren Philip O'Hanlon, om tomten verkligen finns. Hon tvivlade eftersom hennes vänner sagt att han inte existerar. Fadern föreslog då att hon skulle skriva till The Sun, som vid den tiden var en prominent tidning i New York, där familjen bodde på Manhattans Upper West Side. Samtidigt som Philip O'Hanlon vältrade över ansvaret gav han oavsiktligt en av tidningens redaktörer chansen att höja sig över den enkla frågan och ta itu med dess bakomliggande filosofiska spörsmål.
Redaktören Francis Pharcellus Church var krigskorrespondent under det amerikanska inbördeskriget, en tid som innebar mycket lidande och, som en följd därav, avsaknad av framtidshopp och förtröstan i stora delar av samhället. Hans svar till Virginia gjorde stort intryck på många läsare, trots att det inte fick en framträdande plats på tidningens ledarsida. Mer än hundra år senare har ingen annan redaktionell artikel publicerats på nytt så många gånger i en engelskspråkig tidning.

## Artikeln

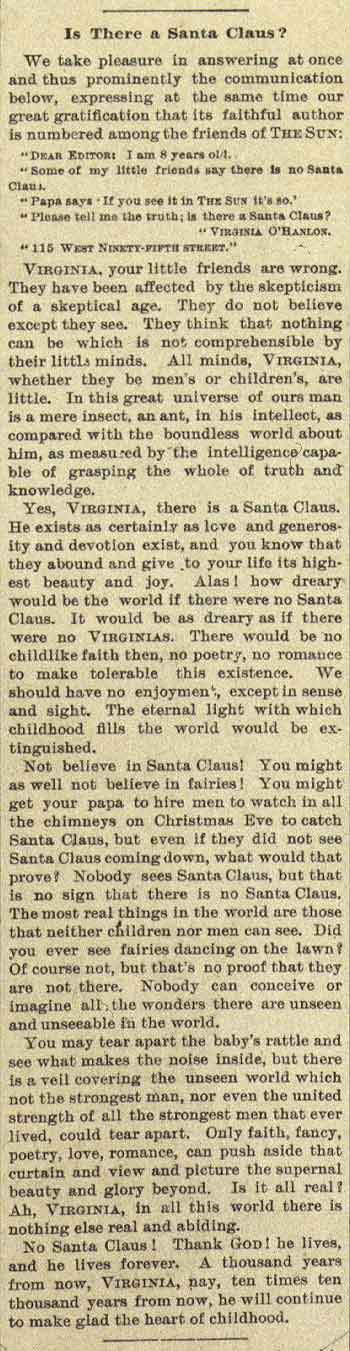
Originalartikeln i The New York Sun.

The New York Sun dröjde inte med svaret. Det publicerades som en osignerad ledare 21 september 1897. Texten som den erfarne journalisten Francis P. Church författade har blivit historiens mest tryckta tidningsledare. Berättelsen har på flera dussin språk helt eller delvis förekommit i böcker och ledare, men också i filmer, på affischer och frimärken.
| ” | Finns tomten? Med glädje svarar vi omedelbart och ger svaret en framträdande plats här nedan och uttrycker på samma gång vår stora tillfredsställelse över att den trogna författaren räknas till en av The Suns vänner: Kära Redaktör: Jag är åtta år. Några av mina små vänner säger att det inte finns någon tomte. Pappa säger: Om du ser det i The Sun, då är det så. Snälla, berätta sanningen för mig. Finns tomten? Virginia O’Hanlon 115 West Ninety-fifth Street Virginia, dina små vänner har fel. De har påverkats av skepticismen i en skeptisk tid. De tror inte, såvida de inte ser. De tror att inget kan finnas som inte kan förstås av deras små hjärnor. Allas förstånd, Virginia, må det vara mäns eller barns, är små. I detta, vårt storslagna universum, är människan blott en insekt, en myra, om man jämför med den gränslösa världen omkring henne, eller jämför med ett förstånd som är förmöget att fatta all kunskap och sanning. Ja Virginia, jultomten finns. Han finns lika säkert som kärlek, frikostighet och hängivenhet finns och du vet att dessa ting finns i överflöd och ger ditt liv dess största skönhet och glädje. Ack, hur dyster vore icke världen om icke tomten fanns! Lika dyster som funnes det inga Virginior. Då funnes ingen barnslig förtröstan, ingen poesi och ingen romantik som gjorde tillvaron uthärdlig. Vi hade ingen njutning, förutom den vi kan känna och se. Barndomens eviga ljus som uppfyller världen skulle utsläckas. Inte tro på tomten! Du kunde lika gärna inte tro på feer! Du skulle kunna få din far att leja karlar att undersöka alla skorstenar på julafton för att fånga jultomten. Men även om de inte såg tomten komma, vad skulle det bevisa? Ingen ser jultomten, men det bevisar inte att han inte finns. De mest verkliga tingen i världen är de som varken barn eller vuxna kan se. Har du någonsin sett älvorna dansa i gräset? Naturligtvis inte! Men det bevisar inte att de inte finns där. Ingen kan begripa eller förstå alla de under i världen som icke synes eller som är omöjliga att se. Du kan ta isär barnets skallra för att undersöka vad det är som låter. Men den osynliga världen täcks av en slöja som inte ens den starkaste man – inte ens alla de starkaste män som någonsin levat – skulle kunna riva sönder. Bara tillit, fantasi, poesi, kärlek och äventyr är det som kan föra förhänget åt sidan och visa upp den överjordiska skönhet och prakt som döljer sig bakom. Åh, Virginia! I hela denna värld finns inget annat som är verkligt och bestående. Ingen jultomte! Tack gode Gud! Tomten lever – och lever för evigt. I tusen och åter tusen år kommer han framgent att glädja alla barnahjärtan. | „ |

## Biografi
Virginia O'Hanlon föddes den 20 juli 1889 på Manhattan. Hon var gift med Edward Douglas på 1910-talet, men han övergav henne innan dottern Laura föddes. I en folkräkning 1930 var Virginia O'Hanlon Douglas listad som frånskild. Hon examinerades som Bachelor of Arts från Hunter College år 1910 och avlade en lärarexamen vid Columbia University 1912. Hon doktorerade vid Fordham University. Virginia O'Hanlon arbetade som lärare i New York och blev biträdande rektor 1935. Hon pensionerades 1959. Under hela sitt liv fick Virginia O'Hanlon en strid ström av brev och i sina svar skickade hon alltid med en kopia av tidningsartikeln. Senare sa hon att brevet och artikeln hade påverkat hennes liv positivt: "Ju äldre jag blir desto mer inser jag vilken perfekt livsfilosofi det är." Virginia O'Hanlon dog, vid 81 års ålder, den 13 maj 1971 på ett vårdhem i området Valatie i New York och är begraven i Chatham, New York.

## Eftermäle
Efter Virginia O'Hanlons död 1971 såg fyra vänner dödsannonsen i The New York Times. De startade företaget Elizabeth Press som publicerade barnboken Yes, Virginia med Francis Churchs artikel och illustrationer. När The History Channel gjorde ett specialprogram som sändes 21 februari 2001 fick de reda på att Virginia hade givit brevet till ett barnbarn som hade klistrat in det i ett album. Man trodde att brevet hade förstörts i en husbrand, men det återfanns 30 år efter branden, oskadat.
Somliga har ifrågasatt om det är sant att Virginia skrev brevet till tidningen. De har yttrat tvivel om att en så ung flicka skulle ha beskrivit barn i sin egen ålder som "mina små vänner". Men äktheten har bevisats år 1998 av en värderingsman på Antikrundan i USA. Experten Kathleen Guzman som tidigare arbetade för Christie's värderade då brevet till mellan 20 000 och 30 000 amerikanska dollar.
Virginia O'Hanlons brev och svaret från Francis Pharcellus Church läses upp varje år på Churchs lärosäte Columbia College of Columbia University, samma universitet där O'Hanlon avlade sin lärarexamen. Ett tecknat tv-program som baseras på berättelsen om O'Hanlons brevfråga och svaret från The Sun producerades av filmbolaget Warner Brothers år 1974 och vann en Emmy Award. År 1991 blev berättelsen en tv-film, Visst finns tomten!, med bland andra Richard Thomas och Charles Bronson. Ytterligare ett tecknat tv-program, Yes, Virginia, sändes för första gången av CBS 2009 där Neil Patrick Harris, Jennifer Love Hewitt och Alfred Molina gjorde rösterna.

### Källnoter
1. 1 2  Campbell, W. Joseph (28 juli 2005). ”Arkiverade kopian”. American Journalism Review (University of Maryland, College Park: Philip Merrill College of Journalism) "22" (2). Arkiverad från originalet den 6 juni 2011. https://web.archive.org/web/20110606095530/http://academic2.american.edu/~wjc/santa.htm. Läst 7 november 2010.
2. ↑  ”Virginia, Now 70, Quits As Teacher; School Principal Who at 8 Asked 'Is There a Santa?' Is a Guest at Dinner” (Abstract of subscription PDF). The New York Times. 12 juni 1959. https://www.nytimes.com/1959/06/12/archives/virginia-now-70-quits-as-teacher-school-principal-who-at-8-asked-is.html. Läst 7 november 2010.  ”Mrs. Laura Virginia Douglas, retiring after forty-three years as a public school teacher and principal, was given a farewell dinner by her colleagues last night at the Towers Hotel in Brooklyn.”
3. ↑  Morrison, Jim "Santa Junior"; McElhany, Jennifer. ”Yes, Virginia, there is a Santa Claus”. National Christmas Centre, Exhibits. National Christmas Centre. Arkiverad från originalet den 27 december 2011. https://web.archive.org/web/20111227041139/http://www.nationalchristmascenter.com/exhibits/htm/yesvirginia.htm. Läst 7 november 2010.  ”Throughout her life she received a steady stream of mail about her Santa Claus letter, and to each reply she attached an attractive printed copy of the Church editorial.”
4. 1 2  ”Radio Broadcast December 24, 1963”. Archives.cbc.ca. http://archives.cbc.ca/society/celebrations/topics/412-2344/. Läst 6 november 2010.
5. ↑  ”Virginia O'Hanlon, Santa's Friend, Dies; Virginia O'Hanlon Dead at 81” (Abstract of subscription pdf). The New York Times. 14 maj 1971. https://www.nytimes.com/1971/05/14/archives/virginia-ohanlon-santas-friend-dies-virginia-ohanlon-dead-at-81.html. Läst 6 november 2010.  ”Valatie, N. Y., May 13 - Virginia O'Hanlon Douglas, who as a child was reassured that "Yes, Virginia, there is a Santa Claus", died today at the age of 81.”
6. ↑  ”1897 "Yes, Virginia" Santa Claus Letter”. Antiques Roadshow. Public Broadcasting Service. 19 juli 1997. Arkiverad från originalet den 29 april 2016. https://web.archive.org/web/20160429174449/http://www.pbs.org/wgbh/roadshow/archive/199704A43.html. Läst 7 november 2010.
7. ↑  ”Yule Log Ceremony”. Barnard Campus News. Barnard College, New York City. 4 december 2001. Arkiverad från originalet den 22 februari 2002. https://web.archive.org/web/20020222081519/http://www.barnard.edu/newnews/news120401.html. Läst 7 november 2010.  ”During the Yule Log ceremony, the passing of the seasons is marked by the reading of... the famous editorial on the true spirit of Christmas, "Yes, Virginia, There Is A Santa Claus"”

### Engelska originalcitat
1. ↑  We take pleasure in answering at once and thus prominently the communication below, expressing at the same time our great gratification that its faithful author is numbered among the friends of The Sun:
2. ↑  Virginia, your little friends are wrong. They have been affected by the skepticism of a skeptical age. They do not believe except they see. They think that nothing can be which is not comprehensible by their little minds. All minds, Virginia, whether they be men's or children's, are little. In this great universe of ours man is a mere insect, an ant, in his intellect, as compared with the boundless world about him, as measured by the intelligence capable of grasping the whole of truth and knowledge.
3. ↑   Yes, Virginia, there is a Santa Claus. He exists as certainly as love and generosity and devotion exist, and you know that they abound and give to your life its highest beauty and joy. Alas! how dreary would be the world if there were no Santa Claus. It would be as dreary as if there were no Virginias. There would be no childlike faith then, no poetry, no romance to make tolerable this existence. We should have no enjoyment, except in sense and sight. The eternal light with which childhood fills the world would be extinguished.
4. ↑   Not believe in Santa Claus! You might as well not believe in fairies! You might get your papa to hire men to watch in all the chimneys on Christmas Eve to catch Santa Claus, but even if they did not see Santa Claus coming down, what would that prove? Nobody sees Santa Claus, but that is no sign that there is no Santa Claus. The most real things in the world are those that neither children nor men can see. Did you ever see fairies dancing on the lawn? Of course not, but that's no proof that they are not there. Nobody can conceive or imagine all the wonders there are unseen and unseeable in the world.
5. ↑   You may tear apart the baby's rattle and see what makes the noise inside, but there is a veil covering the unseen world which not the strongest man, nor even the united strength of all the strongest men that ever lived, could tear apart. Only faith, fancy, poetry, love, romance, can push aside that curtain and view and picture the supernal beauty and glory beyond. Is it all real? Ah, Virginia, in all this world there is nothing else real and abiding.
6. ↑    No Santa Claus! Thank God! he lives, and he lives forever. A thousand years from now, Virginia, nay, ten times ten thousand years from now, he will continue to make glad the heart of childhood.
7. ↑  "The older I grow," she says, "the more I realize what a perfect philosophy it is for life." (Virginia O’Hanlon) [4]